# Seleção da Samoa Americana de Futebol
A Seleção da Samoa Americana de Futebol representa Samoa Americana nas competições oficiais da FIFA.
Foi fundada em 1984, mas só veio filiar-se à FIFA e à OFC em 1998. É considerada uma das seleções mais fracas do mundo, por vários motivos: além da diminuta população (70.260 habitantes em 2003) preferir o futebol americano ao futebol, tem como melhor posição no Ranking Mundial da FIFA o 164º lugar (obtido em outubro de 2015), frequentemente terminando nos últimos lugares nas eliminatórias (exceto nas eliminatórias para as Copas de 2014 e 2018, quando terminou em terceiro e segundo lugar na fase preliminar) e torneios da OFC (exceto em 2012 e 2016, quando conquistou as mesmas posições), sendo também vítima da maior derrota num jogo entre seleções nacionais, sendo derrotada pela Austrália em 11 de abril de 2001 por 31 a 0, em partida válida pelas eliminatórias da Copa do Mundo de 2002.
Samoa Americana venceu sua primeira partida oficial no dia 22 de novembro de 2011, quando venceu Tonga pelo placar de 2 a 1 pelas Eliminatórias da Copa do Mundo de 2014. Antes disso, a única vitória havia sido 3 a 0 sobre Wallis e Futuna em 22 de agosto de 1983, disputado em Apia, em Samoa. Mas esta partida é considerada não oficial pela FIFA, já que a Associação de Futebol de Samoa Americana ainda não era afiliada à entidade máxima do futebol nessa época, ao passo que Wallis e Futuna até hoje não se afiliou.
Ramin Ott mudou a história de Samoa Americana quando marcou um gol de pênalti sobre as Ilhas Salomão, em 25 de agosto de 2007. Foi o primeiro gol da história de Samoa Americana em uma partida oficial, esta válida pelos Jogos do Pacífico Sul e pelas eliminatórias para a Copa de 2010, simultaneamente. A campanha, aliás, foi pífia: o gol de Ott foi o único marcado por Samoa Americana, que teve ainda 39 gols sofridos, sendo o "melhor" resultado um 0-4 para Tonga.[carece de fontes?]
Durante esta competição, os jogadores de Samoa Americana foram treinados por Nathan Mease.

## A primeira vitória em partidas oficiais
Em 22 de novembro de 2011, Samoa Americana conseguiu a sua primeira vitória em partidas oficiais, contra a Seleção de Tonga. Um detalhe curioso é que entre os onze jogadores, estava Jaiyah Saelua, que apesar de ter nascido como homem, mas pode ser criado como uma mulher, segundo a cultura polinésia.
Ramin Ott e Shalom Luani marcaram os gols do histórico triunfo. A equipe empataria ainda com a Seleção das Ilhas Cook, mas uma derrota por 1 a 0 contra a Seleção Samoana (gol marcado aos 44 minutos do segundo tempo) sepultou as chances de Samoa Americana de avançar para a fase final das Eliminatórias da OFC.

## Copas do Mundo
- 1930 a 1998 - Não disputou as Eliminatórias
- 2002 - Não se classificou
- 2006 - Não se classificou
- 2010 - Não se classificou
- 2014 - Não se classificou
- 2018 - Não se classificou
- 2022 - Não disputou as Eliminatórias
- 2026 - A definir
- 2030 - A definir

## Copa das Nações da OFC
- 1973 - Não disputou
- 1980 - Não disputou
- 1996 - Não disputou
- 1998 - Não disputou
- 2000 - Não disputou
- 2002 - Primeira-Fase
- 2004 - Primeira-Fase
- 2008 - Não disputou
- 2012 - Não disputou
- 2016 - Não disputou
- 2024 - Não disputou

## Jogos do Pacífico Sul
- 1963 - Não disputou.
- 1966 - Não disputou.
- 1969 - Não disputou.
- 1971 - Não disputou.
- 1975 - Não disputou.
- 1979 - Não disputou.
- 1983 - Eliminado na Primeira Fase.
- 1987 - 6.º Lugar.
- 1991 - Não disputou.
- 1995 - Não disputou.
- 2003 - Não disputou.
- 2007 - Eliminado na Primeira Fase.
- 2011 - Eliminado na Primeira Fase.
- 2015 - Não se inscreveu.
- 2019 - Eliminado na Primeira Fase.
- 2023 - Eliminado na Primeira Fase.

## Campanha nos Jogos do Pacífico Sul 2007
- Samoa Americana 1-12  Ilhas Salomão.[7]
- Samoa Americana 0-7  Samoa.[8]
- Samoa Americana 0-15  Vanuatu.[9]
- Samoa Americana 0-4  Tonga.[10]

## Recordes
| # | Jogador              | Partidas | Gols | Em atividade |
| - | -------------------- | -------- | ---- | ------------ |
| 1 | Nicky Salapu         | 22       | 0    | 2001–2019    |
| 2 | Uasi Heleta          | 16       | 0    | 2004–2019    |
| 3 | Ramin Ott            | 15       | 3    | 2004–2015    |
| 4 | Jaiyah Saelua        | 14       | 0    | 2004–2019    |
| 5 | Travis Pita Sinapati | 12       | 0    | 2001–2007    |
| 6 | Roy Ledoux           | 9        | 0    | 2018–        |
| 6 | Natia Natia          | 9        | 1    | 2004–2011    |
| 8 | Austin Kaleopa       | 8        | 0    | 2019–        |
| 8 | Maika Molesi         | 8        | 0    | 2004–2007    |
| 8 | Ryan Samuelu         | 8        | 0    | 2015–2019    |
| 8 | Pesamino Victor      | 8        | 0    | 2007–2011    |
| 8 | Samuel Hayward       | 8        | 3    | –            |

| # | Jogador             | Gols | Partidas | Média por jogo | Em atividade |
| - | ------------------- | ---- | -------- | -------------- | ------------ |
| 1 | Ramin Ott           | 3    | 15       | 0.2            | 2004–2015    |
| 1 | Samuel Hayward      | 3    | 8        | 0.38           | –            |
| 3 | Demetrius Beauchamp | 2    | 4        | 0.5            | 2015         |
| 3 | Justin Mana'o       | 2    | 7        | 0.29           | 2011–2015    |
| 3 | Shalom Luani        | 2    | 8        | 0.25           | 2011         |

## Treinadores
| - Tiwo Kummings (2000) - Anthony Langkilde (2001) - Tunoa Lui (2001–2002) - Ian Crook (2004) - Nathan Mease (2007) - David Brand (2007–2010) - Iofi Lalogafuafua (2011) | - Thomas Rongen (2011) - Larry Mana'o (2015–2019) - Tunoa Lui (2019–2023) - Ruben Luvu (2023) - David Jones (2024) - Thomas Rongen (2024) - Shani Simpson (2024–) |